# Ганусово (село)
Га́нусово — село в Раменском муниципальном районе Московской области. Входит в состав сельское поселение Ганусовское. Население — 89 чел. (2010).

## Название
В 1577 году упоминается как сельцо Ганусово. Название связано с Ганус, производной формой от личного имени Иоган, Иоганус.

## География
Село Ганусово расположено в юго-западной части Раменского района, примерно в 22 км к юго-западу от города Раменское. Высота над уровнем моря 159 м. В 1 км к северу от села протекает река Нищенка. В селе 5 улиц, приписано 3 СНТ. Ближайший населённый пункт — деревня Починки.

## История
В 1926 году село являлось центром Ганусовского сельсовета Жирошкинской волости Бронницкого уезда Московской губернии.
С 1929 года — населённый пункт в составе Бронницкого района Коломенского округа Московской области. 3 июня 1959 года Бронницкий район был упразднён, село передано в Люберецкий район. С 1960 года в составе Раменского района.
До муниципальной реформы 2006 года село входило в состав Ганусовского сельского округа Раменского района.
В 2016 году с западной стороны села началось строительство Промышленного парка "А107".

## Население
| 1926 | 2002 | 2010 |
| ---- | ---- | ---- |
| 178  | ↘23  | ↗89  |

В 1926 году в селе проживало 178 человек (64 мужчины, 114 женщин), насчитывалось 44 хозяйства, из которых 43 было крестьянских. По переписи 2002 года — 23 человека (10 мужчин, 13 женщин).